# Rithora
Rithora es un pueblo y nagar Panchayat situado en el distrito de Bareilly en el estado de Uttar Pradesh (India). Su población es de 17186 habitantes (2011). Se encuentra a 269 km de Lucknow, la capital del estado.

## Demografía
Según el  censo de 2011 la población de Rithora era de 17186 habitantes, de los cuales 9114 eran hombres y 8072 eran mujeres. Rithora tiene una tasa media de alfabetización del 44,08%, inferior a la media estatal del 67,68%: la alfabetización masculina es del 53,79%, y la alfabetización femenina del 33,09%.